# Хоссейни, Мансуре
Мансуре Хоссейни (перс. منصوره حسینی‎, 1 сентября 1926; Тегеран, Иран — 13 июня 2012; там же) — иранская современная художница, одна из пионеров современного искусства в своей стране.

## Биография
В юном возрасте у Мансуре Хоссейни обнаружился талант к рисованию, в результате чего её отец нанял учителя живописи, чтобы помочь ей развить свой потенциал. Позднее она получала образование в Тегеранском университете на факультете изобразительных искусств, который окончила в 1949 году. В начале 1950-х годов Хоссейни покинула Иран, перебравшись в Италии, где она продолжила своё образование в Римской академии изящных искусств, позволившее ей дебютировать со своими художественными работами на 28-й (XXVIII) Венецианской биеннале в 1956 году.
После относительно успешного периода в Италии Мансуре Хоссейни вернулась в Иран в 1959 году и выиграла несколько наград на Тегеранской биеннале живописи. В 2004 году она выставлялась в Тегеранском музее современного искусства.

## Стиль
Мансуре Хоссейни известна своими произведения как в фигуративном, так и в абстрактном стилях. Её работы часто включали элементы куфического письма. Как и Бехджат Садр, другая иранская художница и её современница, Хоссейни совмещала в своём творчестве как элементы традиционной персидской культуры, так и современной европейской. У неё также была репутация экспериментатора. Хоссейни была постоянным членом Академии искусств Исламской Республики Иран.

## Публицистика
Мансуре Хоссейни написала множество художественных обзоров в различных иранских СМИ. Наиболее известной стала её статья «Почему на выставках нет зрителей?», обзор выставки Гити Новин «Выражение молчания», опубликованная в газете Кайхан в ноябре 1971 года. В ней она отмечала, что иранская интеллигенция игнорировала важные культурные события, такие как проведённая в том же году выставка Генри Мура в Иранском национальном музее. По её словам её друг, вернувшийся из Европы, воспринимал выставку Мура как «событие века», её посещение как мероприятие, к которому надо готовиться заранее. В то же время столкнувшись с одним из ведущих иранских поэтов того времени в музее и поинтересовавшись его мнением о выставке скульптур Мура, он получил в ответ то, что поэт подумал, что это работы его собеседника.

## Смерть
Тело Мансуре Хоссейни было найдено в её доме соседями 28 июня 2012 года, через 15 дней после её смерти. Ей было 86 лет. Ранее в 2012 году она была помещена в больницу из-за её болезни сердца и пожилого возраста.